# Hamburg (Iowa)
Hamburg és una població dels Estats Units a l'estat d'Iowa. Segons el cens del 2000 tenia 1.240 habitants.

## Demografia
Segons el cens del 2000, Hamburg tenia 1.240 habitants, 544 habitatges, i 343 famílies. La densitat de població era de 427,5 habitants/km².
Dels 544 habitatges en un 27,6% hi vivien nens de menys de 18 anys, en un 46,1% hi vivien parelles casades, en un 12,5% dones solteres, i en un 36,8% no eren unitats familiars. En el 32,4% dels habitatges hi vivien persones soles el 18,4% de les quals corresponia a persones de 65 anys o més que vivien soles. El nombre mitjà de persones vivint en cada habitatge era de 2,27 i el nombre mitjà de persones que vivien en cada família era de 2,83.
Per edats la població es repartia de la següent manera: un 22,9% tenia menys de 18 anys, un 6,9% entre 18 i 24, un 24,7% entre 25 i 44, un 24,3% de 45 a 60 i un 21,2% 65 anys o més.
L'edat mediana era de 42 anys. Per cada 100 dones de 18 o més anys hi havia 87,5 homes.
La renda mediana per habitatge era de 29.479 $ i la renda mediana per família de 42.935 $. Els homes tenien una renda mediana de 28.162 $ mentre que les dones 20.781 $. La renda per capita de la població era de 16.050 $. Entorn de l'11,7% de les famílies i el 13,9% de la població estaven per davall del llindar de pobresa.

## Poblacions més properes
El següent diagrama mostra les poblacions més properes.